# ボラフラーレン
ボラフラーレン（Borafullerene）は、炭素原子がホウ素原子で置換されたヘテロフラーレン。